# جامعة ابن طفيل
جامعة ابن طفيل  هي جامعة مغربية تأسست سنة 1989م في مدينة القنيطرة بالمغرب. و هي المؤسسة الجامعية الوحيدة في المغرب التي تضم كل مؤسساتها في مركب جامعي واحد.
يبلغ عدد الطلاب والطالبات في جامعة ابن طفيل حوالي 80000 وتتشكل الهيئة التدريسية للجامعة من أساتذة وأساتذة مساعدين وباحثين يبلغ عددهم حاليا 620 فرد.
يبلغ عدد مجموعات البحث حاليا في جامعة ابن طفيل 11 مجموعة اما عدد المختبرات التابعة لها فيبلغ حاليا 54 مختبر معتمدة وتحت إشراف أفضل الأساتذة

## الموقع
تقع جامعة ابن طفيل في مدينة القنيطرة التابعة لجهة الرباط – سلا – القنيطرة

## لمحة تاريخية
تأسست جامعة ابن طفيل عام 1989، وسميت بهذا الاسم على سبيل التكريم لعالم الفلك والطبيب وعالم الرياضيات والفيلسوف الأندلسي المعتزلي والصوفي ابن طفيل، وقد ألحقت بالجامعة مدينة جامعية مخصصة لسكن طلاب الجامعة بمنطقة الساكنية افتتحت في عام 1989، وفي عام 2005 افتتح في منطقة المعمورة سكن جامعي آخر لطلاب الجامعة كانت مجموعة ينا القابضة التابعة لميلود الشعبي قد قدمته للجامعة، ويتسع هذا السكن لنحو 2000 طالب، وفي عام 2017 بدء العمل على بناء الحي الجامعي الجديد التابع للجامعة بمنطقة المسيرة.

## الكليات والمعاهد والمؤسسات التابعة للجامعة
تضم جامعة ابن طفيل الكلياتوالمعاهد والمؤسسات التالية:
- كلية اللغات والآداب والفنون
- كلية العلوم الإنسانية والاجتماعية
- كلية العلوم القانونية والسياسية
- كلية الاقتصاد والتدبير
- كلية العلوم
- كلية العلوم الاقتصادية والقانونية: افتتحت عام 2004.
- معهد الرياضة
- المدرسة الوطنية العليا للكيمياء: افتتحت عام 2019.
- المدرسة الوطنية للعلوم التطبيقية: افتتحت عام 2008.
- المدرسة الوطنية للتجارة والتسيير: افتتحت عام 2005.
- المدرسة العليا للتكنولوجيا: افتتحت عام 2018.
- المدرسة العليا للأساتذة: افتتحت عام 2018.

## الشراكات
عقدت جامعة ابن طفيل اتفاقيات شراكة مع عدد من المؤسسات المحلية والدولية كان من أهمها:
- جامعة بيزا بإيطاليا
- جامعة ليل للصحة والقانون بفرنسا
- جامعة ليتورال كوت دوبال بفرنسا
- جامعة الغرب بالبرتغال
- المركز الدولي للدراسات التربوية سيفر بفرنسا
- جامعة السوربون الجديدة في باريس بفرنسا
- جامعة نابولي - فريدريكو الثاني بإيطاليا
- معهد غرونوبل للفنون التطبيقية بفرنسا
- جامعة بيير وماري كوري بفرنسا
- مركز الفيزياء الجزيئية الضوئية والراديو بفرنسا
- مركز إدواردو توروخا لعلوم البناء في مدريد، بإسبانيا
- جامعة فرانش كونتيه بيزانسون بفرنسا
- جامعة لييج ببلجيكا
- جامعة ارتواز بفرنسا
- جامعة أنجيه بفرنسا

## التصنيف
احتلت جامعة ابن طفيل المرتبة الرابعة والتسعين (94) في التصنيف الإقليمي لأفضل الجامعات العربية لعام 2016. وفي عام 2021، احتلت الجامعة المرتبة التاسعة عالميا بين أكثر الجامعات تحقيقًا لأهداف التنمية المستدامة للأمم المتحدة وفقًا للتصنيف الدولي للجامعات الصادر عن مؤسسة تايمز هاير إدكيشن. كانت الجامعة قد احتلت في العام السابق المرتبة الخامسة والأربعين عالميا وفق تصنيف نفس المؤسسة للجامعات لعام 2020. وفي عام 2023 احتلت الجامعة المرتبة الأولى محليا كأفضل جامعة عمومية وطنية في المغرب. وفي نفس العام جاءت الجامعة أيضًا ضمن أفضل 800 جامعة على مستوى العالم وفقًا للتصنيف الدولي للجامعات الصادر عن مؤسسة تايمز هاير إيدوكايشن.

## وصلات خارجية
- (بالفرنسية) موقع جامعة ابن طفيل بالقنيطرة نسخة محفوظة 6 فبراير 2006 على موقع واي باك مشين.